# The Broken Locket
The Broken Locket é um filme mudo norte-americano de 1909 em curta-metragem, do gênero drama, escrito e dirigido por D. W. Griffith. Cópia do filme encontra-se conservada.